# Vijf Ponden Pers
De Vijf Ponden Pers was een clandestiene uitgeverij in Nederland die actief was tijdens de Tweede Wereldoorlog. De uitgeverij werd in 1942 opgericht door boekliefhebber Wytze Gerbens Hellinga, typograaf Jan van Krimpen en boekhandelaar August Aimé Balkema. De naam was een verwijzing naar de hoeveelheid papier die je zonder speciale papiervergunning kon verkrijgen. Samen met uitgaven door De Bezige Bij, Stols en De Blauwe Schuit worden de uitgaven van de Vijf Ponden Pers gezien als de belangrijkste clandestiene uitgaven uit de Tweede Wereldoorlog.

## Geschiedenis
Balkema had reeds voor het uitbreken van de Tweede Wereldoorlog een boekhandel in het Huis aan de Drie Grachten in Amsterdam. Op deze manier kwam hij in contact met Hellinga, die de boekwinkel regelmatig als klant bezocht. Hellinga kreeg het idee voor het uitgeven van boeken, aangezien hij Franse literatuur miste. Hellinga had gehoord dat uitgaven die minder dan vijf pond papier gebruikten vrij konden worden uitgegeven. Samen met Balkema nam hij contact op met typograaf Jan van Krimpen en samen legden zij hem het plan voor. In het pand werd de zetterij gevestigd. De boeken werden gedrukt bij diverse drukkerijen waar Balkema mee samenwerkte. Dit waren onder andere Joh. Enschedé & Zonen, Meijer’s Boek- en Handelsdrukkerij en J.F. Duwaer & Zonen.
Bij de Vijf Ponden Pers hield Balkema zich hoofdzakelijk bezig met het drukwerk, Van Krimpen met de typografie en Hellinga met het aanleveren van teksten. Naast Van Krimpen verzorgden ook onder meer typografen S.H. de Roos, Dick Elffers, Willem Sandberg en Susanne Heynemann uitgaven voor de Vijf Ponden Pers.
De uitgaven waren teksten van onder meer Nederlandse dichters zoals Adriaan Roland Holst en Martinus Nijhoff, boeken van ‘verboden schrijvers’ als Kafka en boeken in het Frans en Engels. Uitgaven van Engelse en Franse literatuur waren tijdens de Tweede Wereldoorlog verboden door de bezetter. De Vijf Ponden Pers drukte onder meer het boek Zehn kleine Meckerlein. De uitgave was een anoniem geschreven tekst die uit een Duits concentratiekamp was gesmokkeld. De uitgave kwam in oplage van veertig stuks. Het boek werd in de kelder van het Huis aan de Drie Grachten geïllustreerd, wegens een gebrek aan hout- of linosneden, met aardappelsneden.
De uitgaven van de Vijf Ponden Pers stonden bekend als hoogwaardig. Drukker Hendrik Werkman, die werkzaam was voor de clandestiene drukkerij De Blauwe Schuit, was onder de indruk van het werk van de Vijf Ponden Pers: “Wat is dat allemaal onberispelijk van uitvoering […]. Je slaat je handen van verbazing ineen als je zooiets ziet in deze tijd. In déze tijd waarin je haast geen vel goed papier machtig kunt worden.” Tegelijkertijd was Werkman van mening dat de uitgaven soms “veel te mooi” waren voor de inhoud en de uitgaven om die reden geen artisticiteit of persoonlijkheid hadden.
Onder meer Dick Binnendijk, Paul van ’t Veer, Bert Voeten, Herman de la Fontaine Verwey, Dolf van Gendt en Hans van Straten waren vaste klanten. Van Straten omschreef de winkel als een “hol van clandestiniteit”.

## Uitgaven
In juni 1945 verscheen Catalogus van vijftig boeken en boekjes, zonder toestemming uitgegeven in de jaren 1942-1945 die was samengesteld door Balkema. Het aantal boeken dat werd uitgegeven door de Vijf Ponden Pers werd echter door Hellinga betwist. Volgens Hellinga heeft Balkema het drukken van boeken voortgezet toen Hellinga van 1943 tot het einde van de oorlog ondergedoken zat. Ook met de uitgaven van de Vijf Ponden Pers die zijn verschenen na de bevrijding had Hellinga naar eigen zeggen niets te maken en werden door Hellinga niet erkend als werken van de Vijf Ponden Pers. Om die reden wordt er ook wel gesproken over 20 of 21 officiële uitgaven van de Vijf Ponden Pers.

## Ontdekking archief
In 2004 werd in het Huis aan de Drie Grachten tijdens verbouwingswerkzaamheden het oorlogsarchief van Balkema ontdekt. Het archief was verstopt bij een plaats waar tijdens de Tweede Wereldoorlog enkele Joden ondergedoken hadden gezeten.